# Шпилевский, Павел Михайлович
Па́вел Миха́йлович Шпиле́вский (бел. Павел Міхайлавіч Шпілеўскі; 31 октября [12 ноября] 1823, дер. Шипиловичи, Минская губерния — 17 [29] октября 1861, Санкт-Петербург) — писатель-этнограф, публицист, литературный и театральный критик, популяризатор народного культурного наследия белорусов. Кандидат богословия (1847).

## Биография
Родился 31 октября (12 ноября) 1823 года в семье священника в деревне Шипиловичи (ныне — Любанский район, Минская область, Белоруссия). В 1837—1843 годах учился в Минской духовной семинарии в Слуцке, в 1843—1847 годах — в Петербургской духовной академии. Академию окончил со званием кандидата богословия, был назначен преподавателем словесности в Варшавское уездное духовное училище. Через пять лет переехал в Санкт-Петербург. С декабря 1853 года работал в Главном педагогическом институте, а с апреля 1855 года — учителем в школе при экспедиции подготовки государственных бумаг.

## Литературная деятельность
В 1846 году под псевдонимом П. Древлянский были изданы статьи по белорусской мифологии в «Журнале Министерства Народного Просвещения». В 1850 году вышел его перевод работы «Описание посольства Льва Сапеги в Москву». В 1853 году в журнале «Москвитянин» был напечатан труд «Исследование о вовкалаках на основании белорусских поверий», в журнале «Пантеон» — «Белоруссия в характеристических описаниях и фантастических сказках», в «Современнике» — «Путешествие по Полесью и Белорусскому краю» — работа, получившая наибольшую известность и написанная превосходным литературным стилем. В том же 1853 году свет увидела монография «Белорусские пословицы», в 1857 году — «Археологические находки» и «Дожинки, белорусский обычай. Сценическое представление» (вольный перевод пьесы «Селянка» Дунина-Марцинкевича). В 1858 году в журнале «Иллюстрация» было издано шесть «Западнорусских очерков».

## Характеристика исследований
«Популярность» стиля автора обуславливает постоянный и не уменьшающийся интерес к его творчеству. Важное место в работах Шпилевского занимает описание народной поэзии, обрядности и верований.
В работах Шпилевского чётко прослеживается мысль, что белорусы — древнейшие в славянском мире. В настоящее время академической наукой отказано в достоверности и научности фактов, приведённых в первой работе («Белорусские народные предания») Шпилевского. По мнению ряда исследователей, в частности, Елены Левкиевской, часть мифических персонажей, описанных Шпилевским — фантомы, никогда не существовавшие в славянском фольклоре, и являющиеся плодом творчества самого автора. В русло панбелорусских идей Шпилевского укладываются и его антисемитские публикации.

## Увековечение памяти
- Улица Павла Шпилевского в Минске.
- Улица Павла Шпилевского в городе Любань.
- Мемориальная доска в деревне Шипиловичи.
- Почтовый конверт к 175-летию со дня рождения (введён в обращение 05.08.1998)[5].